# HD 148703
HD 148703 (N Scorpii) é uma estrela na direção da Scorpius. Possui uma ascensão reta de 16h 31m 22.94s e uma declinação de −34° 42′ 15.6″. Sua magnitude aparente é igual a 4.24. Considerando sua distância de 746 anos-luz em relação à Terra, sua magnitude absoluta é igual a −2.56. Pertence à classe espectral B2III-IV.